# Stenocercus dumerilii
Stenocercus dumerilii este o specie de șopârle din genul Stenocercus, familia Tropiduridae, descrisă de Steindachner 1867. Conform Catalogue of Life specia Stenocercus dumerilii nu are subspecii cunoscute.